# 馬切奧 (安蒂奧基亞省)
馬切奧是哥倫比亞的城鎮，位於該國北部，由安蒂奧基亞省負責管轄，距離首府麥德林136公里，始建於1896年，面積431平方公里，海拔高度915米，2005年人口7,534。
6°33′N 74°47′W / 6.550°N 74.783°W